# 마르케타 라자로바
《마르케타 라자로바》(Marketa Lazarova)는 체코에서 제작된 플란티섹 블라실 감독의 1967년 드라마, 멜로/로맨스 영화이다. 조세프 캠르 등이 주연으로 출연하였다.

## 출연

### 주연
- 조세프 캠르
- 마그다 바사료바
- 나다 헤즈나

## 기타
- 공동각본: 플란티섹 블라실

## 같이 보기
- 역대 최고의 영화 목록